# Estação Tsaritsyno
Tsaritsyno (em russo:  Царицыно) é uma das estações da linha Zamoskvoretskaia (Linha 2) do Metro de Moscovo, na Rússia. Estação «Tsaritsyno» está localizada entre as estações «Orekhovo» e «Kantemirovskaia».